# Джой, Лиза
Лиза Джой (англ. Lisa Joy) — американский сценарист и исполнительный продюсер. Она является одним из создателей сериала канала HBO «Мир Дикого запада». Она также писала сценарии к сериалам «Чёрная метка» (где она также была продюсером) и «Мёртвые до востребования». Лиза Джой получила номинацию на премию «Эмми» за свой сценарий к «Миру Дикого запада» в июле 2017 года.

## Личная жизнь
Лиза Джой — американка азиатского происхождения в первом поколении. До начала своей карьеры в сфере развлечений Джой занималась юридической практикой в Калифорнии. Она является выпускницей Гарвардской школы права. Она и её муж Джонатан Нолан познакомились на премьере фильма «Помни».

## Фильмография
| Год       | Название                 | Ориг. название  | Указана как | Указана как | Примечания                          |
| Год       | Название                 | Ориг. название  | Сценарист   | Продюсер    | Примечания                          |
| --------- | ------------------------ | --------------- | ----------- | ----------- | ----------------------------------- |
| 2008      | Мёртвые до востребования | Pushing Daisies | Да          | Нет         |                                     |
| 2009      | Чёрная метка             | Burn Notice     | Да          | Да          |                                     |
| 2016—2022 | Мир Дикого запада        | Westworld       | Да          | Да          | Создатель и исполнительный продюсер |
| 2021      | Воспоминания             | Reminiscence    | Да          | Да          | Режиссер                            |